# 레오니트 칸토로비치
레오니트 비탈리예비치 칸토로비치(러시아어: Леони́д Вита́льевич Канторо́вич, 1912년 1월 19일 ~ 1986년 4월 7일)는 소련의 수학자이자 경제학자이다. 그는 최적자원배분에 관련된 이론으로 1975년에 노벨 경제학상을 수상하였고, 소련과 냉전 시기 제2세계에서 유일하게 노벨 경제학상을 수상한 인물이다.

## 생애
칸토로비치는 1912년 1월 19일에 러시아계 유대인 가정에서 태어났다. 그의 아버지는 상트페테르부르크의 의사였다. 그는 1926, 14살의 나이에 레닌그라드 대학교에 다니기 시작하고 1930년에 수학과 학부과정을 마치고 대학원 과정을 시작했다. 1934년, 그의 나이 22살에는 교수가 되었다.
그 후에 칸토로비치는 소련 정부 아래 일하기 시작했는데, 거기서 합판산업에 대한 생산의 최적화와 관련된 일을 했다. 또한, 1939년에는 선형 계획법을 만들었다. 이후 그는 생산 계획과 조직화의 수학적 방법과 같은 여러 책을 썼고, 여러 가지 업적을 인정받아 1949년에 스탈린상을 받았다.
1939년 이후, 그는 Military Engineering-Technical University에서 교수직을 시작하였다. 또한 레닌그라드 포위전때는 생명의 길의 안전을 총괄하게 되었다. 이때 그는 공기의 온도와 얼음의 두께에 따른 얼음 위의 차들 사이 최적의 거리를 계산해내었다.
이런 업적과 용기에 대하여 칸토로비치는 소련 정부에게서 훈장을 수여받고, 레닌그라드의 보호를 위하여라는 메달도 받게 된다.
칸토로비치는 이후 찰링 코프만스와 함께 "자원 배분 최적화의 이론에 대한 기여를 인정받아" 1975년 노벨 경제학상을 받게 된다.

## 수학
칸토로비치는 해석학에 대하여 함수해석학, 근사법, 그리고 연산자 이론에서 중요한 업적을 이루었다.

## 참고 자료
- V. Makarov (1987). "Kantorovich, Leonid Vitaliyevich" The New Palgrave: A Dictionary of Economics, v. 3, pp. 14–15.
- L.V. Kantorovich (1939). "Mathematical Methods of Organizing and Planning Production" Management Science, Vol. 6, No. 4 (Jul., 1960), pp. 366–422.
- Klaus Hagendorf (2008). Spreadsheet presenting all examples of Kantorovich, 1939 with the OpenOffice.org Calc Solver as well as the lp_solver.